# Терновка (Пенза)
Терновка — микрорайон Пензы в Первомайском районе. Находится на юге города.

## История
Село Терновка было основано как вотчина Высокопетровского монастыря в 1694 году. Есть несколько версий получения этим населенным пунктом своего названия. Вполне возможно, что село получило свое наименование от слова Терн — кустарникового растение или места, в котором очень много Терновника. Однако есть и другая версия, что название имело христианский подтекст: терновый венец, возложенный на Иисуса Христа.
В 1717 году в ходе Кубанского погрома было полностью разорено и выжжено. Погибло 179 человек мужского и женского пола. В это же время в различных переписях село именуется как Петровское и Никольское. Спустя год после полного уничтожения в селе насчитывалось 34 двора, населенных 124 мужчинами и 104 женщинами.
XIX век ознаменовался строительством каменного храма во имя Николая Чудотворца вместо деревянного. В населенном пункте появилась также церковно-приходская школа. На тот момент село входило в Валяевскую волость Пензенского уезда. На момент отмены крепостного права в селе проживало около 1870 жителей.
В прошлом веке Терновка стала стремительно развиваться. После Октябрьской революции и установления Советской власти в селе появилась школа-четырёхлетка, которую в марте 1929 года лично инспектировал Народный Комиссар Просвещения Анатолий Луначарский. В 1930-е на окраине села был построен аэропорт через который в годы Великой Отечественной войны перегонялись самолёты по Ленд-лизу.
В 1970-х годах Терновка — это крупный районный центр, большой населенный пункт. В нём имелись 2 школы, 5 детских садов, больница. Также в это же время был построен Дом Культуры. Местные власти организовали стабильное сообщение с центром Пензы через автобусные и троллейбусные маршруты. 29 ноября 1979 года Терновка официально вошла в состав Первомайского района города Пензы. За этим последовало массовое переименование местных улиц из-за дублирования названий.
Сегодня микрорайон Терновка один из самых густонаселенных в Пензе. За последние годы здесь было построено множество новостроек, новые детские сады, магазины и торговые центры.